# 内部生命論
「内部生命論」（ないぶせいめいろん）は、北村透谷の評論作品。1893年（明治26年）5月、『文学界』第5号に発表された。
人間の存在やすべての価値は「人間の根本の生命の絃」に触れるか否かで決まると説いた論文。

## 概要
『文学界』は、透谷自らが借金を背負って設立した雑誌だった。
透谷はこの年、山路愛山の主張する「文学効用論」を批判する論陣を張り、愛山との間で論争となった（この論争は透谷が最初に愛山を批判した評論「人生に相渉るとは何の謂ぞ」（同年2月）から、「人生相渉論争」と呼ばれる）。その一環として透谷が執筆した評論である。
透谷は、自身の自由民権運動への挫折感と自己批判をし、江戸時代から明治時代にかけて続いた、封建制度や体制のような他者や身分・家柄など外的な部分に命を懸けた世の風潮とは相対して、生命は各々の内部に宿り、肉体的生命よりも内面的生命（想世界）における自由と幸福を重んじるという世界を提唱した。
この評論は、文学界にある種の革命を引き起こした。